# هيئة عمليات القوات المسلحة (مصر)
هيئة عمليات القوات المسلحة هي إحدى هيئات القوات المسلحة المصرية. وهى الهيئة المسؤولة عن اي عمليات حربية تقوم بها القوات المسلحة المصرية سواء في البر او البحر او الجو, وهى التي تخطط لاي عملية هجومية مثل حرب اكتوبر كما انها تقوم بعرض تصورها او رؤيتها لتسليح وتطوير الدبابات او الطائرات الحربية والخطط الحربية, كما أنها الهيئة المسؤولة عن التخطيط لاي خطط مستقبلية لمواجهة اي عدو محتمل

## رؤساء الهيئة
- لواء أركان حرب / محمد ربيع.[2]
- لواء أركان حرب / نبيل حسب الله.[3]
- فريق / أحمد فتحي خليفة.[4]
- فريق / أسامة عسكر.[5]
- لواء أركان حرب / وحيد عزت.[6]
- لواء أركان حرب / توحيد توفيق عبد السميع.[7]
- لواء أركان حرب / محسن الشاذلى.[8]
- لواء أركان حرب / محمد صابر عطية (2009).[8]
- لواء أركان حرب / أحمد حسين مصطفى (يناير 2008).[9]
- لواء أركان حرب / مصطفى أحمد السيد (يناير 2006).[10]
- لواء أركان حرب / عبد الجليل الفخراني (سبتمبر 2004 - ).[11]
- لواء أركان حرب / أبو بكر الرشيدي (يوليو 2000 - ).[12][13]
- لواء أركان حرب / محفوظ عبد الباسط حمدي.[14][15]
- لواء أركان حرب / محمد علي هلال.[16]
- لواء أركان حرب / محمد حسين طنطاوي (1990 - 1991) (رقي إلى مشير وعمل وزيرا للدفاع).[17]
- لواء أركان حرب / عبد المنعم سعيد (1986 - 1990).[18]
- لواء أركان حرب / أحمد صلاح الدين عبد الحليم (1983 - 1986) (رقي إلى فريق).[19]
- لواء أركان حرب / إبراهيم العرابي (1981 - 1983) (رقي إلى فريق وعمل رئيسا لأركان حرب القوات المسلحة).[20]
- لواء أركان حرب / عبد رب النبي حافظ (رقي إلى فريق وعمل رئيسا لأركان حرب القوات المسلحة)
- لواء أركان حرب / حسن أبو سعدة (1978)
- لواء أركان حرب / حسن مجيد الجريدلي (1973 - 1978).[21]
- لواء أركان حرب / محمد عبد الغني الجمسي (1972 - 1973) (رقي إلى فريق وشغل منصب رئيس الأركان ثم رقي إلى فريق أول وأصبح وزيرا للحربية، ثم رقي إلى رتبة مشير شرفياً بعد خروجه من الخدمة).[22]
- لواء أركان حرب / ممدوح تهامي.[23]
- لواء أركان حرب / بهي الدين نوفل.
- لواء أركان حرب / أنور القاضي.[24]:37[25]:143[26]:141
- لواء أركان حرب / سعد مأمون.[27]
- لواء أركان حرب / أحمد إسماعيل علي (رقي إلى مشير وعمل وزيرا للدفاع).[28]
- لواء أركان حرب / طلعت حسن علي.[29]

## المنشآت التابعة
- مركز العمليات الرئيسي للقوات المسلحة.